# Wybrzeże Prawdy
Wybrzeże Prawdy (ros. Берег Правды, trb. Bierieg Prawdy, trl. Bereg Pravdy) – część wybrzeża Antarktydy Wschodniej, do której w znacznym stopniu przylega Morze Davisa.
Wybrzeże Prawdy rozciąga się od 88°E do 100°E, pomiędzy Zachodnim Lodowcem Szelfowym a Lodowcem Szelfowym Shackletona. W większości pokrywa je lód, skraj lądolodu pokrywającego wnętrze kontynentu. Odsłonięcia skał są nieliczne i niewielkich rozmiarów. Od 1956 roku działa na nim duża rosyjska stacja polarna Mirnyj. Nazwa wybrzeża upamiętnia radziecki dziennik Prawda. Tak określony pas wybrzeża obejmuje łącznie Wybrzeże Królowej Marii i Wybrzeże Wilhelma II.